# The Age of Nero
The Age of Nero är det sjunde studioalbumet av norska black metal-bandet Satyricon. Det gavs ut 3 november 2008 av Roadrunner Records. All musik och alla sångtexter är skrivna av Satyr. Albumet gavs ut dels i en enkel version med en CD i jewelcase dels i en norsk digipack-utgåva med en bonus-CD innehållande liveinspelningar och versioner av några tidigare låtar, bland annat "Mother North" från albumet Nemesis Divina.
Första singeln "My Skin Is Cold" är i en omgjord version på albumet, medan singel-/EP-versionen finns med på bonus-CD:n. En video producerades till "Black Crow on a Tombstone" och släpptes på bandets hemsida 10 november 2008. Utgivningen kommer att följas av en Europaturné som startar i Stavanger, Norge 12 november och avslutas i Hamburg, Tyskland 20 december. Support under hela turnén blir brittiska thrash metal-bandet Evile. I Norge blir det öppnande förbandet norska Blood Tsunami medan svenska death metal-bandet Zonaria är förband under övriga turnédatum.

## Låtlista
1. "Commando" – 4:29
2. "The Wolfpack" – 4:05
3. "Black Crow on a Tombstone" – 3:54
4. "Die By My Hand" – 7:07
5. "My Skin is Cold" (albumversion) – 5:15
6. "The Sign of the Trident" – 6:58
7. "Last Man Standing" – 3:40
8. "Den siste" – 7:24

Bonus-CD
1. "My Skin Is Cold" (EP-version) – 5:07
2. "Live Through Me" (live) – 5:12
3. "Existential Fear-Questions" (Live) – 6:01
4. "Repined Bastard Nation" (live) – 5:49
5. "Mother North" (live) – 9:06
6. "The Pentagram Burns" (radio-version) – 4:03
7. "Last Man Standing" (guitar wall mix) – 3:38
8. "Den Siste" (analog mix) – 7:22
9. The Pentagram Burns (video)
10. K.I.N.G. (video)

Total tid: 46:15

## Medverkande
Musiker (Satyricon-medlemmar)
- Satyr (Sigurd Wongraven) – sång, keyboard, gitarr
- Frost (Kjetil-Vidar Haraldstad) – trummor

Bidragande musiker
- Snorre Ruch – gitarr
- Victor Brandt – basgitarr
- Windhfyr – keyboard, bakgrundssång
- Andrew John Smith – körsång
- Kjell Viig – körsång
- Bjørn Bugge – körsång
- Christian Lyder Marstrander – körsång
- Sturla Flem Rinvik – körsång
- Arild Rohde – körsång
- Thomas Røisland – tuba
- Terje Midtgard – trombon
- Øivind Westby – trombon
- Erik Devold – trombon

Produktion
- Satyr Wongraven – producent, omslagsdesign
- Lars Klokkerhaug – ljudtekniker
- Erik Ljunggren – ljudtekniker
- Evil Joe Barresi – ljudtekniker, ljudmix
- Josh Smith – ljudtekniker
- Jun Murakawa – ljudmix
- Brian Gardner – mastering
- Martin Kvamme – omslagsdesign
- Marcel Lelienhof – foto
- Monica Kvaale – foto
- Monica Bråthen – foto